# Andrzej Bachleda
Andrzej Jan Bachleda-Curuś (né le 21 janvier 1947 à Zakopane, dans la voïvodie de Petite-Pologne) est un ancien skieur alpin polonais.

## Palmarès

### Jeux olympiques d'hiver
| Épreuve / Édition | Descente | Slalom géant | Slalom |
| JO 1968 Grenoble  | 26e      | 13e          | 6e     |
| JO 1972 Sapporo   | —        | 9e           | 10e    |

### Championnats du monde
| Épreuve / Édition          | Descente    | Slalom géant | Slalom | Combiné     |
| Mondiaux 1966 Portillo     | 39e         | 21e          | 15e    | 9e          |
| JO 1968 Grenoble           | 26e         | 13e          | 6e     | 4e          |
| Mondiaux 1970 Val Gardena  | 32e         | 6e           | 10e    | Bronze      |
| JO 1972 Sapporo            | Non-partant | 9e           | 10e    | Non-partant |
| Mondiaux 1974 Saint-Moritz | 30e         | 13e          | 7e     | Argent      |

### Coupe du monde
- Meilleur résultat au classement général : 6e en 1972
  - 1 victoire : 1 slalom

#### Saison par saison
- Coupe du monde 1968 :
  - Classement général : 26e
- Coupe du monde 1969 :
  - Classement général : 30e
- Coupe du monde 1970 :
  - Classement général : 13e
- Coupe du monde 1971 :
  - Classement général : 18e
- Coupe du monde 1972 :
  - Classement général : 6e
    - 1 victoire en slalom : Banff
- Coupe du monde 1973 :
  - Classement général : 22e
- Coupe du monde 1974 :
  - Classement général : 41e

### Arlberg-Kandahar
- Meilleur résultat : 6e place dans le slalom 1973 à Sankt Anton

### Autres
1969 : Prix International du Fair Play décerné par l'UNESCO à Paris